# Brodriguesia santosii
Brodriguesia santosii é uma espécie de fabaceae, que foi descrita pela primeira vez por John Macqueen Cowan. Brodriguesia santosii é membro do gênero Brodriguesia e da família fabaceae. A IUCN classifica a espécie como quase ameaçada.
A árvore é nativa e endêmica do Brasil, com ocorrências confirmadas na região Nordeste, especificamente na Bahia e em Sergipe. Sua distribuição geográfica abrange os domínios fitogeográficos da Mata Atlântica, sendo típica da vegetação de restinga. Essa espécie é adaptada às condições ambientais características dessa região, destacando-se por sua importância ecológica.